# Благодать (гора)
Благодать — гора на східному схилі Середнього Уралу, у Свердловській області РФ, біля міста Кушва. Висота 364 м. Родовище магнетитових залізних руд. Розробка залізної руди розпочата 1735 року і велася до 2003 року головним чином відкритим способом на лівому схилі гори. Копальні забезпечували рудою і агломератом Нижньотагільський металургійний комбінат. 2003 року копальні були закриті у зв'язку з виснаженням запасів. На місці гори тепер розташований кар'єр.  

## Історія
1735 р. мансі Степан Чумпін виявив поблизу однієї з гір Середнього Уралу на узбережжі річки Кушви (притоки Тури) уламки магнітного залізняку й показав їх гірничому спеціалісту І. Ярцеву. Той зацікавився рудою й, передбачаючи відкриття значного родовища, поквапився із повідомленням у Катеринбург. „Хазяїн Уралу” Акинфій Демидов, довідавшись про цю знахідку, не гаючи часу, вислав навздогін Ярцеву і Чумпіну переслідувачів, але перехопити рудознавців не вдалося. Вони зуміли подати заявку на відкриття надзвичайно багатого родовища залізних руд – Гора Благодать (рис. 6.27), що на 40 км північніше Гори Високої. У той самий день заявку подав і А. Демидов, який обіцяв у майбутньому збудувати тут завод. 
У той самий день заявку подав і А. Демидов, який обіцяв у майбутньому збудувати тут завод. Закріплення цього родовища за державою, спорудження тут казенного рудника й заводу сталось завдяки присутності в той час на Уралі генерал-бергмайстера В. Татищева.
Генерал-бергмайстер В. Татищев, який ревно охороняв державні інтереси й відважно протистояв Демидовим, у листі до імператриці Анни Іванівни  писав: „Гора та є такою високою, що з неї можна бачити навколо верст на 100 і більше. Руди в тій горі не тільки назовні, що з гори вверх стовпами стирчить, але й навкруги в довжину більше 200 сажень  й поперек сажень на 60 розкопували й виявили, що всюди лежить (руда – авт.) одним каменем, що йде в глибину. Сподіваюсь, що й за багато років дна не дійдемо. З такої обставини назвали ми ту гору Благодать, бо такий великий скарб на щастя Вашої Величності благодаттю Божою відкрився”.
Після виявлення справжніх запасів родовища (поклади магнітного залізняку сягали в деяких місцях товщини близько 200 м), було ухвалено рішення допустити до його розробки не тільки казенні, але й приватні підприємства: „руду видобувати слід з відведенням кожному своєї частки, яка кому з урахуванням збудованих домен буде визначена, і видобувати всякому у своїй шахті й своїми робітниками, не пошкоджуючи інших копалень”. Гірнича канцелярія видала першовідкривачам родовища щедру винагороду, але незабаром С. Чумпін загинув за загадкових обставин (згорів живцем на горі Благодать). Поголос приписував це злодійство Демидовим як помсту, а найперше – науку іншим: не варто переходити дорогу до підземних скарбів справжнім хазяям Уралу.
На базі руд цих копалин були побудовані Кушвинський, Верхньотуринський, Верхньобарачинський і Нижньобарачинський залізоробні заводи.

## Родовище
Магнетитові залізняки залягають у контакті сієнітів з товщею сланців, туфів і вапняків середньопалеозойського віку. Середні запаси 1956 року оцінювалися у 154,9 млн. т. Щорічний видобуток у 1970-х роках становив 3 млн. т.  2003 року копальні були закриті у зв'язку з виснаженням запасів. На місці гори тепер розташований кар'єр.    